# Erika Haase
Erika Haase (Darmstadt, 23 de marzo de 1935 - 1 de mayo de 2013) fue una pianista clásica alemana.

## Carrera
Nacida en Darmstadt, Haase fue hija de un violinista. A los siete años recibió sus primeras lecciones de piano. En Darmstadt, estudió con Werner Hoppstock y Hans Leygraf. En 1959 ganó el Premio de Música Kranichstein de la ciudad de Darmstadt (categoría de piano). Como solista y música de cámara, tocó con la Academia de Música de la Radio Sueca y varias orquestas suecas. Su centro de gravedad fue el fuerte compromiso con Neue Musik. En 1960 participó en los cursos de verano de Eduard Steuermann. También mejoró su habilidad con Conrad Hansen. De 1963 a 1967 pasó largas temporadas entre Londres y París, donde colaboró con la BBC y Pierre Boulez.
Desde 1967 hasta su jubilación en 2000, enseñó en la Hochschule für Musik, Theatre und Medien Hannover, primero como conferencista y en 1974 fue nombrada profesora de piano. Gerrit Zitterbart, Andreas Staier e Ingo Metzmacher estaban entre sus muchos estudiantes. Tenía una estrecha amistad con György Ligeti.
Haase murió en Fráncfort del Meno a los 78 años.

## Discografía
Haase grabó principalmente para los sellos Col Legno Musikproduktion, Gutingi, Thorofon y Tacet.
- Chopin, Préludes opus 28 (enero de 1987, Thorofon) OCLC 36820624
- Ligeti, Études pour piano (premier livre) ; Musica ricercata (10-13 de septiembre de 1990, Col Legno AU-031 815 / Aurophon) OCLC 44721628 y 889985151
- Ravel, Sérénade Grotesque, Prélude, Menuet, Miroirs, Gaspard de la Nuit (9-12 de marzo de 1992, Gutingi GUT205)
- Chopin, Études op. 10 and 25, Nouvelles études (1992? 1993, Thorofon CTH 2195)
- Skriabin, Vers la flamme, Sonatas for piano n.º 6 and 10; Olivier Messiaen, Cantéyodjayâ; Prokófiev, Sonata for piano n.º 8 (1996, Gutingi GUT 216) OCLC 825125249
- Jansen, L’Œuvre pour piano (1997, 2CD Triton TRI 331106) — cobre obras de Colette Zerah-Jansen, interpretados por ella misma. Primera grabación mundial.
- Études pour piano, vol. I: Igor Stravinsky (Études op. 7); Bela Bartók (Études op. 18); Olivier Messiaen (Quatre études de rythme); György Ligeti (Books I & II) (1997, Tacet) OCLC 45119622
- Études pour piano, vol. II : Witold Lutosławski (Deux études) ; Alexandre Scriabin (3 études, op. 65); György Ligeti (third book: études 15 and 16); Claude Debussy (12 études) (2001, Tacet) OCLC 62303488
- Franz Liszt: Études pour piano, vol. III, Grandes études de Paganini (1851), Trois études (1849) and two concert études (1863) (2006, Tacet 150) OCLC 817742543
- Robert Schumann and Claude Debussy: Études pour piano, vol. IV - with Carmen Piazzini playing Debussy (2008 and 2009, Tacet) OCLC 555783716
- Johannes Brahms: Études pour piano, vol. V, (2012, Tacet) OCLC 819752874